# Boeing T-43

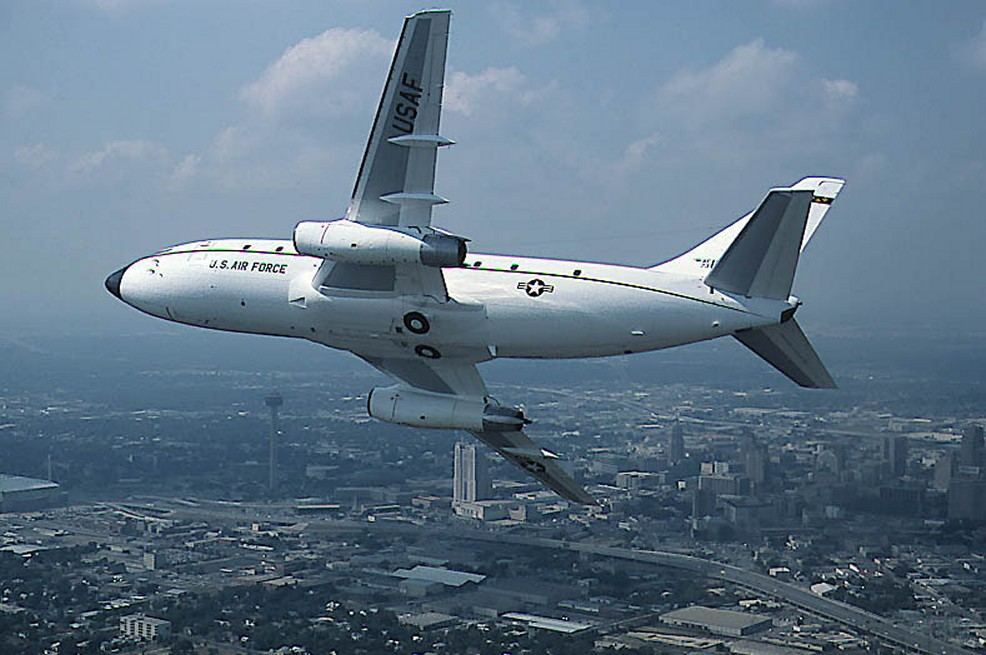
T-43

Boeing T-43 là một chiếc Boeing 737-200 sửa đổi, được Không quân Hoa Kỳ sử dụng làm máy bay huấn luyện hoa tiêu.

## Biến thể
T-43A
CT-43A
NT-43A

## Quốc gia sử dụng
Hoa Kỳ
- Không quân Hoa Kỳ

## Tính năng kỹ chiến thuật (T-43A)
Dữ liệu lấy từ Encyclopedia of World Military Aircraft
Đặc điểm tổng quát
- Tổ lái: 2
- Sức chuyên chở: 19
- Chiều dài: 100 ft 0 in (30,48 m)
- Sải cánh: 93 ft 0 in (28,35 m)
- Chiều cao: 37 ft 0 in (11,28 m)
- Diện tích cánh: 980 ft² (91,1 m²)
- Tỉ số mặt cắt: 8,8:1
- Trọng lượng rỗng: 60.210 lb (27.311 kg)
- Trọng lượng cất cánh tối đa: 115.000 lb (52.391 kg)
- Động cơ: 2 × Pratt & Whitney JT8D-9A kiểu turbofan, 14.500 lbf (64,4 kN) mỗi chiếc

 Hiệu suất bay 
- Tốc độ không vượt quá: 628 mph (545 knot, 1,010 mph)
- Vận tốc cực đại: 586 mph (509 knot, 943 km/h) trên độ cao 23.500 ft (7.165 m)
- Vận tốc hành trình: 576 mph (500 knot, 927 km/h)
- Tầm bay: 2.994 dặm (2.600 nmi, 4.818 km)
- Vận tốc leo cao: 3.760 ft/phút (19,1 m/s)